# قرية الشيخ عطية
قرية الشيخ عطية هي إحدى القرى التابعة لمركز نويبع في محافظة جنوب سيناء في جمهورية مصر العربية. حسب إحصاءات سنة 2018، بلغ إجمالي السكان في الشيخ عطية 444 نسمة، منهم 225 رجل و 219 امرأة.